# Gazet van Antwerpen
Gazet van Antwerpen è un quotidiano belga in lingua olandese. Contrariamente a quanto il suo nome potrebbe suggerire, il giornale ha una distribuzione sovraregionale e viene letto in tutte le Fiandre. La media giornaliera è di 135 000 copie.

## Storia
La prima edizione apparve il 3 novembre 1891. Il primo redattore capo del giornale era Jan Baptist Napolitaan Van Os. Poco dopo, NV De Vlijt rilevò il giornale. La circolazione del giornale aumentò gradualmente. Nel 1893 ammontava a 25 000 copie e nel 1896 a 40 000. Durante la prima guerra mondiale, la circolazione era di circa 100 000 copie. Durante la seconda guerra mondiale, il numero della rivista fu sospeso. Nel 1973 ha raggiunto una diffusione record di 210 000 copie.
Nel 2010, dopo lo schianto dell'aereo polacco nei pressi di Smolensk, il giornale pubblicò un disegno satirico con la scritta "L'aquila è atterrata". Pochi giorni dopo, l'editore capo del giornale Pascal Kerkhove si scusò per la pubblicazione del disegno.

## Redattori capo
- Jan Baptist Napolitaan Van Os (1891 - 1893),
- Jan van Kerckhoven (1893 - 1899)
- Frans Goris (1899 - 1938)
- Louis Kiebooms (1938 - 1949)
- Louis Meerts (1949 - 1985)
- Lou de Clerck (1985 - 1991)
- Jos Huypens (1991 - 1996)
- Luc Van Loon (1996 - 2004)
- Luc Rademakers (2004 - 2007)
- Pascal Kerkhove (2007 - )